# Cessna 170
Ab 1948 erweiterte Cessna die bestehende Modellreihe um die Cessna 170. Mit vier Sitzplätzen war es eine vergrößerte Version des Leichtflugzeug Cessna 140. Wie diese war die Cessna 170 ein Schulterdecker mit abgestrebten Tragflächen und starrem Spornradfahrwerk.
Von der Modellreihe 170, 170A, 170B und 170C wurden fast 5200 Exemplare zwischen 1948 und 1956 gebaut.
1) Für das Datum des Erstflugs gibt es zwei verschiedene Angaben: 5. November 1947 oder 1. Juni 1948.

## Versionen

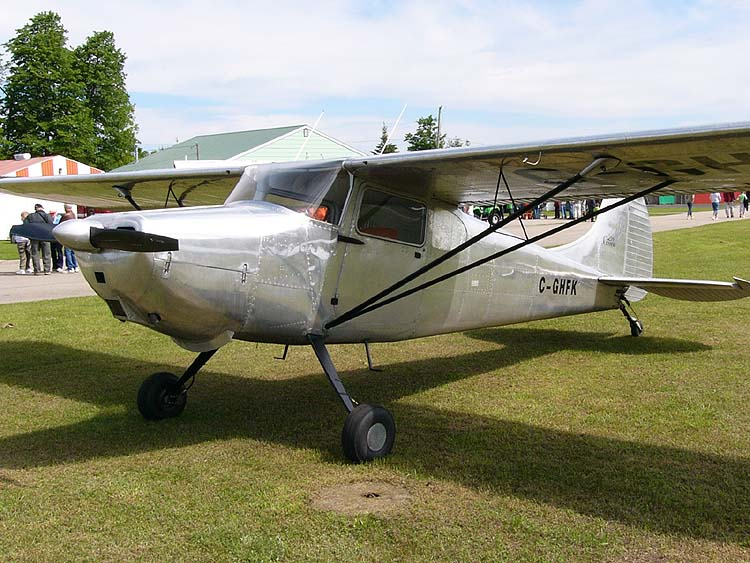
Cessna 170, 1. Version (doppelte Streben)

Die ersten Exemplare der Cessna 170 ab der Seriennummer 18003 wurden von Februar 1948 an ausgeliefert. Sie hatten stoffbespannte Tragflächen, doppelte V-förmige Tragflügelstreben und drei Tanks, um mit dem stärkeren Motor Continental C-145-2 die gewünschte Reichweite zu erzielen.
Ende 1948 begann Cessna das Modell 170A zu produzieren, welches vollständig aus Metall bestand. Der Neupreis belief sich auf 5.995 US-Dollar. Das Flugzeug hatte Metalltragflächen mit einfacher Flügelabstützung und leicht größeren Klappen, die von null bis 50 Grad ausfahrbar waren.
Die meistgebaute Version Cessna 170B (2907 Exemplare) wurde im Jahr 1952 eingeführt und mit mehreren Änderungen bis zum Jahr 1956 produziert. Der offensichtlichste Wechsel gegenüber den 170/170A-Modellen sind die großen, wirkungsvollen Halb-Fowlerklappen ähnlich denen der L-19. Die Klappen hatten ursprünglich vier Stufen: 0, 20, 30 und 40 Grad. Ab 1952 wurden die Tragflächen um 3 Grad angewinkelt und zwischen der Strebe und der Flügelspitze mehr gedehnt. Die Form von Seiten- und Höhenflosse wurde geändert und die Höhenrudertrimmung verbessert.
Als Experimentalflugzeug baute Cessna ein Exemplar der 170C mit senkrechtem Seitenleitwerk und einem Continental O-300-Motor mit 155 PS Leistung. Aus diesem wurde die Cessna 172 entwickelt.

## Technische Daten

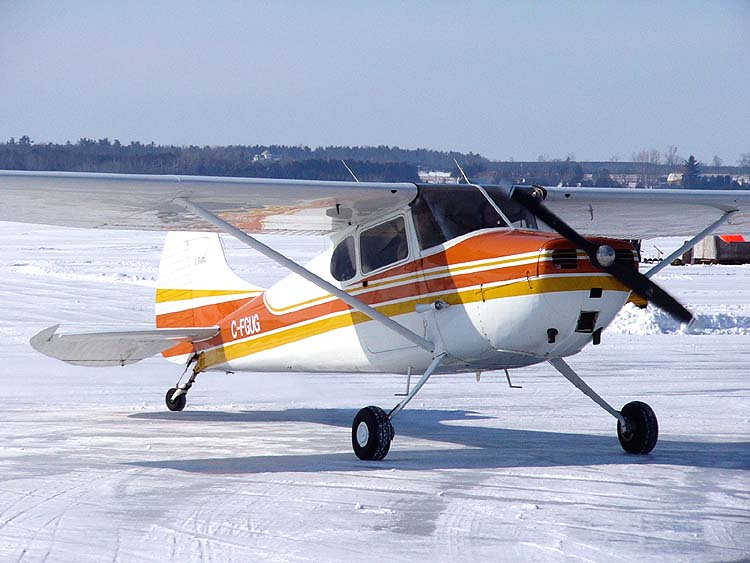
Cessna 170A

| Kenngröße             | Daten                                                                                              |
| --------------------- | -------------------------------------------------------------------------------------------------- |
| Besatzung             | 1 Pilot                                                                                            |
| Passagiere            | max. 3                                                                                             |
| Länge                 | 7,61 m                                                                                             |
| Spannweite            | 10,90 m                                                                                            |
| Flügelfläche          | 16,2 m²                                                                                            |
| Flügelstreckung       | 7,3                                                                                                |
| Höhe                  | 2,01 m                                                                                             |
| Leermasse             | 554 kg                                                                                             |
| max. Startmasse       | 998 kg                                                                                             |
| Antrieb               | ein Continental C-145-2, 145 PS (ca. 110 kW) oder Continental O-300-A, 145 PS (ca. 110 kW) in 170B |
| Höchstgeschwindigkeit | 225 km/h                                                                                           |
| Dienstgipfelhöhe      | 4572 m                                                                                             |
| Reichweite            | 950 km                                                                                             |

## Verwandte Flugzeugtypen
- Cessna 140
- Cessna 172